# Rua Dona Emma Hecke de Castro
A Rua Dona Emma Hecke de Castro, localizada na capital paranaense, é uma homenagem a esposa do reverendo Mariano Rodrigues de Castro.
A rua integra o Conjunto Residencial Mercúrio, construído em meados da década de 1970, no extremo leste da capital paranaense e pertencente ao bairro Cajuru. O conjunto foi projetado e construído pela Cohalar (Cooperativa Habitacional de Integração dos Assalariados de Curitiba) e financiado pelo antigo BNH (Banco Nacional de Habitação).
A rua possui uma extensão de 276 metros e inicia-se na Rua Eng. Benedito Mário da Silva, terminando no bosque que fica localizado no centro do conjunto residencial. A via é entrecortada pela Avenida Jornalista Aderbal Gaertner Stresser e seus imóveis são residenciais, salvo pequenos comércios ou empresas familiares.

## História
A rua Dona Emma Hecke de Castro é a primeira e única denominação desta rua desde sua inauguração em meados da década de 1970. Através da iniciativa do vereador Ezequias Losso a lei ordinária n° 5053/1975 foi assinada em 9 de abril de 1975 pelo então prefeito Saul Raiz.

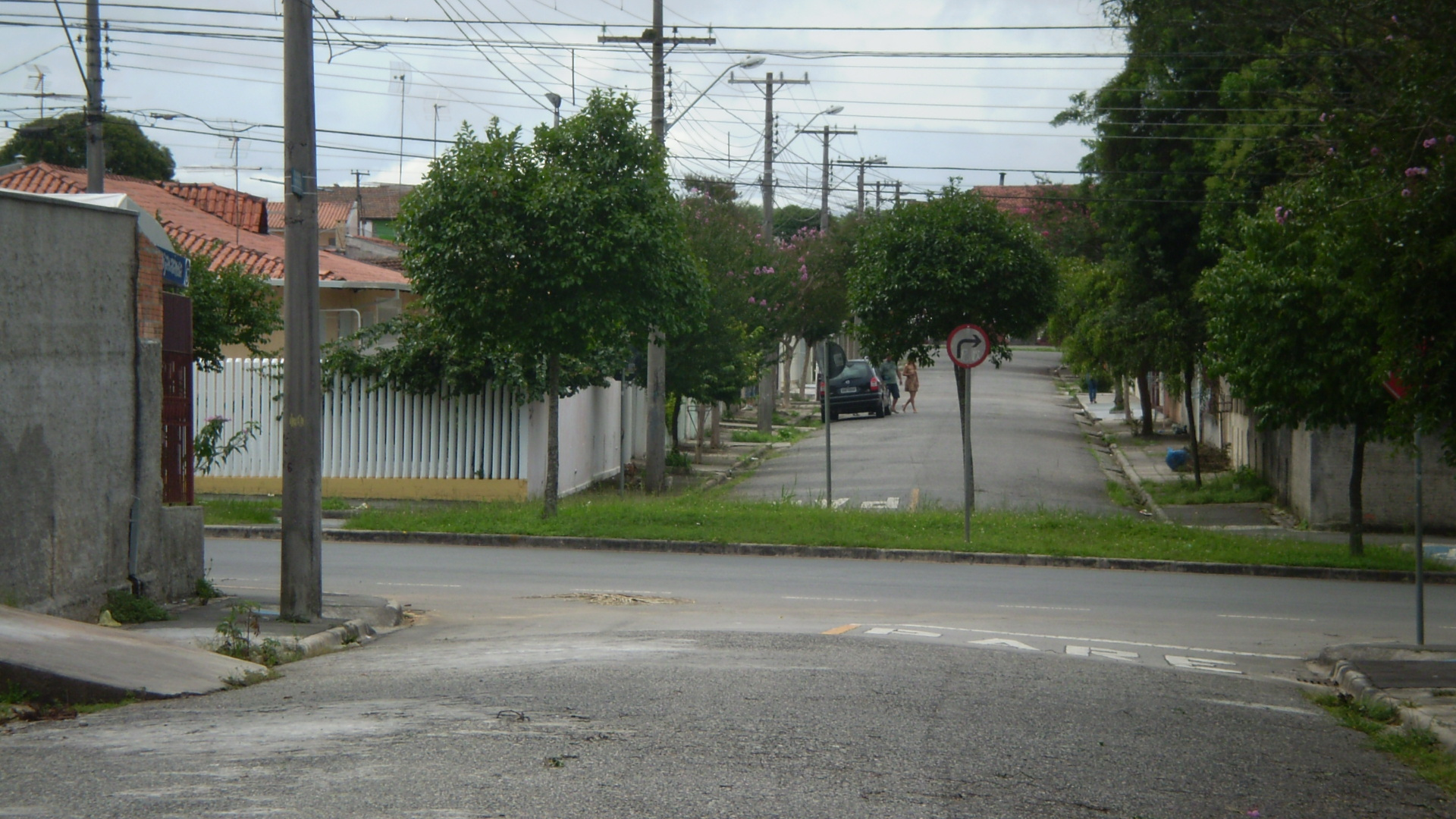
Rua Dona Emma Hecke de Castro no Conjunto Residencial Mercúrio – rua tipicamente residencial

## Ligação externa
- Rua Dona Emma Hecke de Castro no WikiMapia
- SPL - Sistema de Proposições Legislativas da Câmara Municipal de Curitiba – Lei Ordinária n°5053/1975
- Documento que corrobora o Conjunto Residencial Mercúrio e as empresas envolvidas em sua fundação
- Documento que corrobora o Conjunto Residencial Mercúrio e as empresas envolvidas em sua fundação